# Stornierung
Eine Stornierung (oder Stornobuchung, kurz: Storno; aus italienisch stornare, „rückgängig machen“, aus lateinisch extornare, „ausdrehen“) ist im Rechnungswesen und allgemein in der Wirtschaft das Rückbuchen zur Aufhebung einer auf einem Konto vorgenommenen unrichtigen Buchung wegen Irrtums, Schreibfehlers oder Widerrufs. Auch die Rückabwicklung eines Vertrags wird umgangssprachlich Stornierung genannt, rechtlich handelt es sich jedoch um einen Rücktritt.

## Allgemeines
Das Wort Stornierung stammt aus dem Rechnungswesen und der Buchführung. Der Stornierung ist eine Falschbuchung vorausgegangen. Einmal fehlerhaft verbuchte Geschäftsvorfälle können wegen der Grundsätze der Bilanzklarheit und Bilanzwahrheit im Rechnungswesen nicht mehr entfernt oder gelöscht werden, sondern sind durch eine gegensätzliche Buchung auszugleichen. Dies verlangt § 239 Abs. 3 HGB, wonach eine Eintragung oder eine Aufzeichnung nicht in einer Weise verändert werden darf, durch die der ursprüngliche Inhalt nicht mehr feststellbar ist (Radierverbot). Zu diesem Zweck müssen alle Beträge auf ihrer Gegenseite, aktive auf der passiven und umgekehrt, gebucht werden (Generalumkehr). Eine einfache Löschung ist nicht möglich, weil durch eine Löschung der gesamte Geschäftsvorfall aus der Buchführung verschwinden würde.
In vielen Bereichen der Wirtschaft wird von Stornierung gesprochen, etwa wenn es um die Stornierung von Aufträgen im Handel, von Versicherungen, Geschäften oder von Flugreisen geht. Hierbei liegen ebenfalls Buchungen zugrunde, die durch Gegenbuchung wieder aufgelöst werden müssen. Unter Umständen fallen in diesen Bereichen jedoch Stornogebühren oder gar Konventionalstrafen an (siehe auch Kaufvertrag). Der Versicherungsnehmer einer Lebensversicherung kann nach § 165 VVG das Versicherungsverhältnis jederzeit für den Schluss der laufenden Versicherungsperiode kündigen, wodurch sich die Lebensversicherung in eine prämienfreie umwandelt (§ 166 VVG).
Während bei der Stornierung ein zugrunde liegender Geschäftsvorfall beendet wird, bleibt er bei der Umbuchung im Kern erhalten.

## Rechtsfragen
In allen Wirtschaftszweigen, wo Falschbuchungen zu korrigieren sind, trifft deshalb der Begriff Stornierung für diesen Geschäftsvorfall zu. Er wird jedoch auch dort verwendet, wo keine Falschbuchung zu korrigieren ist, sondern ein Vertrag oder Geschäft rückgängig gemacht werden soll. Dabei spricht das Gesetz jedoch nicht von Stornierung, sondern verlangt besondere Rechtshandlungen.
Die „Stornierung“ betrifft außerhalb des Bankwesens insbesondere das Vertragsrecht, Mietrecht, Reiserecht oder Versicherungsrecht.

### Allgemeines
Die „Stornierung“ ist kein Rechtsbegriff. Juristisch betrachtet handelt es sich bei den gemeinsprachlich als Stornierungen bezeichneten Vorgängen stattdessen um Willenserklärungen, die je nach Kontext und Rechtsgebiet unterschiedliche Rechtshandlungen bezeichnen. Zu unterscheiden ist zunächst zwischen der „Stornierung“ eines Vertragsangebotes und der Stornierung eines rechtswirksamen Vertrages:
- Die Stornierung eines Vertragsangebotes ist rechtlich ein Widerruf der auf den Vertragsabschluss gerichteten Willenserklärung. Der Widerruf einer Willenserklärung ist jederzeit möglich, solange sie der anderen Vertragspartei noch nicht zugegangen ist (§ 130 BGB). Nach Zugang ist ein Widerruf nicht mehr möglich. Auch Auftrag und Bestellung sind ein bindendes Vertragsangebot, sodass sie zwingend zum Vertrag führen, sobald sie vom Auftragnehmer angenommen werden.
- Die Stornierung eines rechtswirksamen Vertrages heißt beim Verbrauchervertrag Widerruf oder bei einem sonstigen Vertrag Rücktritt. Eine Stornierung setzt bei beiden voraus, dass ein Rücktrittsgrund wie etwa Pflichtverletzung durch die andere Vertragspartei vorliegt. Nach dem Rücktritt sind die Vertragsparteien gesetzlich verpflichtet, die jeweils erhaltenen Leistungen zurückzugewähren; das ist die eigentliche Stornierung.

Bezeichnen lässt sich als "Stornierung" nach überwiegender Auffassung daneben die Auflösung eines Vertrags aufgrund gegenseitiger Vereinbarung unter Aufhebung aller Verbindlichkeiten für beide Vertragsparteien. Der Gebrauch der Worte „Annullierung“ oder „Stornierung“ deutet auf einen Kündigungswillen hin; Sistierung bedeutet dagegen, dass der Vertrag nur vorübergehend nicht erfüllt werden soll.

### Bankwesen
Besondere Bedeutung hat die Stornobuchung indes im Bankwesen. Der Umfang des über Kreditinstitute abgewickelten bargeldlosen Zahlungsverkehrs belief sich im Jahr 2004 in Deutschland auf etwa 15 Milliarden Buchungen mit einem Volumen von ungefähr 33 Billionen Euro. Das entsprach etwa 180 Buchungsposten pro Einwohner in einem Jahr. Dabei entfielen 88 % auf Giroüberweisungen. Dieser Massenzahlungsverkehr ist bei Kreditinstituten zwar stark standardisiert und technisiert sowie mit Plausibilitätskontrollen versehen, dennoch lassen sich Fehler nicht vermeiden.

#### Stornobuchungen in den AGB
AGB-rechtlich wird danach unterschieden, zu welchem Zeitpunkt eine Stornobuchung anfällt. Deshalb regelt Nr. 8 Ziff. 1 AGB-Banken die Stornobuchung vor einem Rechnungsabschluss, während in Nr. 8 Ziff. 2 AGB-Banken von einer Berichtigungsbuchung die Rede ist, sofern eine fehlerhafte Gutschrift erst nach einem Rechnungsabschluss entdeckt wird. Nach Ziff. 8 Abs. 1 AGB kann die Bank von ihrem Stornorecht nur dann Gebrauch machen, wenn sie nach materiellem Recht einen Anspruch auf Rückzahlung hat. Fehlerhafte Buchungen müssen also einen materiellen Rückzahlungsanspruch der Bank begründen. Dieses Stornorecht soll lediglich zur einfachen Durchsetzung des Rückgewähranspruchs der Bank dienen. Die Stornierung ist nur solange möglich, bis die fehlerhafte Gutschrift in einen Rechnungsabschluss eingestellt wurde und dieser durch Saldoanerkenntnis auch die Zustimmung der Bank gefunden hat. Zudem schließt Ziff. 8 Abs. 1 AGB eindeutig die Einwendung des Bankkunden aus, dass er in Höhe der fehlerhaften Gutschrift bereits verfügt habe. Hierbei geht es um die dem Bankkunden zustehende Einrede der Entreicherung.
Im Unterschied zur Stornobuchung hat ein Bankkunde bei einer Berichtigungsbuchung nach Nr. 8 Abs. 2 AGB eine stärkere Rechtsposition. Er kann der Berichtigungsbuchung widersprechen und dadurch erreichen, dass die Bank den Betrag seinem Konto wieder gutschreibt und ihren Rückzahlungsanspruch gesondert geltend macht. Die Bank muss dann unter Umständen den Klageweg beschreiten und dabei beweisen, dass sie die Buchung versehentlich vorgenommen hat. Die Klage ist dann auf ungerechtfertigte Bereicherung (§ 812 Abs. 1 BGB) zu stützen.
Die AGB beziehen Stornobuchungen ausdrücklich auf irrtümliche Gutschriften, hingegen werden Kontobelastungen nicht erfasst. Die Kreditwirtschaft geht davon aus, dass eigene Belastungen des kontoführenden Instituts nicht irrtümlich erfolgen und dass Belastungen aus dem Lastschriftverfahren oder sonstigen Verfügungen durch den Bankkunden widersprochen wird. Eine Kontobelastung aus einem Zahlungsvorgang ist nämlich gegenüber dem Bankkunden nur wirksam, wenn er dieser zugestimmt hat (Autorisierung; § 675j BGB). Solange die Belastung aus einem Zahlungsauftrag widerruflich ist, kann der Bankkunde seinem Zahlungsauftrag widerrufen (§ 675j Abs. 2 BGB).

#### Stornorecht in der Rechtsprechung
Rechtsprechung und Literatur unterscheiden indes danach, ob die Fehlbuchung auf bankinterne Ursachen zurückzuführen ist oder der Fehler durch eine irrtümliche Überweisung durch einen Dritten entstanden war. Schreibt ein Kreditinstitut dem Girokonto eines Kunden irrtümlich einen diesem nicht zustehenden Betrag gut, werden rechtlich und wirtschaftlich die folgenden Fallkonstellationen unterschieden:
- Die Gutschrift erfolgt aufgrund eines bankinternen Versehens, ohne dass ein Überweisungsauftrag eines anderen Kunden vorlag (so genannte Fehlbuchung) oder
- die Gutschrift erfolgt aufgrund einer irrtümlichen Überweisung eines Geldbetrages durch einen Dritten (so genannte Fehlüberweisung).

Während die Fehlbuchung nur unrichtige Gutschriften und Belastungen zwischen Konten innerhalb derselben Bank erfasst, betrifft die Fehlüberweisung den notleidenden Guthabenstransfer von Bank zu Bank. Da die Gutschriftsanzeige einer Bank in der Regel ein abstraktes Schuldversprechen oder Schuldanerkenntnis gegenüber dem Kunden darstellt, erlangt der Kontoinhaber mit Buchung der Gutschrift auf der Grundlage des Girovertrages einen Anspruch auf Auszahlung gegen die Bank, und zwar ungeachtet bestehender Rückforderungs- und Anfechtungsrechte.
Das Stornorecht setzt regelmäßig ein Versehen der Bank bei der Gutschrift voraus. Es handelt sich dabei um Gutschriften, auf die der Kunde keinen Anspruch hat und die er nach den Regeln der ungerechtfertigten Bereicherung herausgeben müsste. Zweck des Stornorechts ist es, die mit der Geltendmachung solcher Ansprüche üblicherweise verbundenen Schwierigkeiten und Risiken zu vermeiden und die Rechtsstellung der Bank auf eine eigenständige, von den Unsicherheiten des Bereicherungsrechts unabhängige Grundlage zu stellen.
Bis zur Entscheidung des BGH in Strafsachen nahm die herrschende Meinung in der Fachliteratur an, dass der Kontoinhaber bei der Fehlbuchung wegen des Stornorechts der Bank keinen Auszahlungsanspruch erhält, bei der Abhebung des Betrages aber konkludent erkläre, die Auszahlung aus einem ihm zustehenden Guthaben zu verlangen. Mit dem zitierten Urteil vom 8. November 2000 verneint der BGH dies jedoch unter Berufung auf die zivilrechtliche Rechtslage. Denn auch vor Ausübung eines etwaigen Stornorechts stehe dem Kunden das entsprechende Guthaben materiell zu.
Spektakulärer Fall
Spektakulär war im Mai 2012 der Fall einer Online-Bank, die ihrem Kunden irrtümlich 200 Millionen Euro gutschrieb. Dem Urteil des LG Itzehoe lässt sich entnehmen, dass dem Bankkunden an einem Freitag 200 Millionen Euro irrtümlich gutgeschrieben wurden. Hiervon überwies der Kontoinhaber am selben Tag 10 Millionen Euro auf sein Bankkonto. Die Online-Bank hatte die fehlerhafte Gutschrift nach 15 Stunden entdeckt und rückwirkend storniert, so dass der Bankkunde für 3 Tage sein Online-Konto mit 10 Millionen Euro überzogen hatte. Aus der kurzen Überziehungsdauer kann gefolgert werden, dass der Kunde die 10 Millionen Euro nicht verbraucht, sondern montags zurück überwiesen hat. Das LG Itzehoe versagte in einem Versäumnisurteil der Online-Bank die Berechnung von Sollzinsen. In der Hauptsache wurde indes noch nicht entschieden. Es kann aber davon ausgegangen werden, dass der Bankkunde nicht von der Einrede der Entreicherung Gebrauch machen kann. Selbst wenn er die 10 Millionen Euro für ganz ungewöhnliche Zwecke verbraucht hätte, müsste er sich den Vorwurf der Bösgläubigkeit gefallen lassen. Ein so außergewöhnlich hoher Betrag, der für den Kunden nicht alltäglich war, hätte seinen Argwohn erregen müssen. Aus Nr. 11 Abs. 4 der Allgemeinen Geschäftsbedingungen Banken erwächst dem Kontoinhaber u. a. die Obliegenheit zur Überprüfung der Richtigkeit der Kontoauszüge und sonstigen Mitteilungen der Banken. Ferner besteht eine Sorgfaltspflicht des Kunden, im Rahmen des Möglichen und Zumutbaren eine Schädigung der Bank zu vermeiden. Eine Verletzung dieser Sorgfaltspflicht ist in Betracht zu ziehen, wenn ein Kontostand eine völlig ungewöhnliche Höhe aufweist. Er musste daher wissen, dass es sich um Zahlungen von Dritten handelte, die ihm nicht zustanden. Er hat sich zumindest in Kenntnis aller Umstände bewusst unwissend gestellt. Dies ist mit einer positiven Kenntnis gleichzusetzen, so dass der Bankkunde zur Rückzahlung verpflichtet ist. Diese Rückzahlungspflicht schließt auch die Überziehungszinsen ein, weil das Bankkonto so gestellt werden muss, als ob es die Transaktionen in Millionenhöhe nie gegeben hätte.

#### Wirkung
Die Stornierung verändert die materielle Rechtslage, weil sie den Anspruch des Kunden aus der Gutschrift beseitigt. Das Stornorecht ist bei jeder Form der Fehlbuchung gegeben. Der Bank muss nur gegenüber ihrem Kunden ein entsprechender Rückforderungsanspruch zustehen. Ungeachtet der Fehlerursache lässt auch die materiell unrichtige Gutschrift auf dem Konto einen Anspruch aus dem darin liegenden abstrakten Schuldversprechen nach § 780 BGB entstehen, und zwar unabhängig davon, ob es sich um einen Mangel in der Folge eines Überweisungsauftrages oder um eine sonstige Falschbuchung im Rahmen eines Girovertrages handelt.
Die Gutschrift ist rechtlich sowohl eine Leistung der Bank an den Überweisenden als auch eine Leistung des Überweisenden an den Überweisungsempfänger, dagegen weder eine Leistung des Überweisenden an die Bank noch eine Leistung der Bank an den Überweisungsempfänger. Daraus folgt, dass bereicherungsrechtlich entweder zwischen Bank und Überweisendem (wenn der Überweisungsauftrag – Deckungsverhältnis – fehlerhaft ist) oder zwischen Überweisendem und Überweisungsempfänger (wenn das Valutaverhältnis fehlerhaft ist) ausgeglichen werden muss. Es gibt jedoch den Bereicherungsdurchgriff der Bank gegen den Überweisungsempfänger, wenn die Bank den Betrag doppelt oder gar das Zehnfache des richtigen Betrags gutschreibt. Mit der Stornierung der fehlerhaften Gutschrift wird durch die Bank der Zustand und Kontosaldo wiederhergestellt, der ohne Gutschrift vorhanden gewesen ist.

### Gastronomie, Hotels, Tourismus
In der Gastronomie, im Hotelwesen oder im Tourismus wird umgangssprachlich häufig von Buchungen gesprochen, die zu einer Reservierung führen und die durch Stornierung wieder rückgängig gemacht werden sollen. Bei derartigen Buchungen ist ein Vertrag zustande gekommen, der von beiden Vertragsparteien zu erfüllen ist. Sind die Vertragsziele von einer der beiden Vertragspartner nicht mehr gewünscht, so kann der Vertrag nur durch Kündigung und nachfolgende Rückabwicklung wieder beendet werden. Hierfür sind meist Vertragsstrafen (beispielsweise Stornogebühren) vorgesehen. Bei Auslandsreisen ist zu beachten, dass eine kostenfreie Stornierung nur und erst möglich ist, wenn eine deutsche Reisewarnung oder ein Einreiseverbot im Zielland ausgesprochen wurde.
Wo Mietrecht gilt wie beim Beherbergungsvertrag für Übernachtungen in Hotels oder Gastwirtschaften, ist der Mieter (Gast) von der Entrichtung der Miete (Übernachtungskosten) gemäß § 537 BGB nicht dadurch befreit, dass er durch persönliche Gründe (Krankheit, Unfall) oder sachliche Gründe (etwa kein Schneefall im Gebiet des Skihotels) an der Ausübung seines Gebrauchsrechts verhindert ist. Diese Lebensrisiken dürfen nicht den Hotelier treffen, der allerdings die durch die Stornierung ersparten Aufwendungen zu berücksichtigen hat. Eine kostenfreie Stornierung kann vertraglich bis zu einem bestimmten Termin vereinbart werden, sodass der Mietvertrag einvernehmlich bis zum Termin aufgehoben werden kann. Kommt es jedoch zu keinem Aufhebungsvertrag, kennt das Mietrecht kein gesetzliches Rücktrittsrecht. Eine einseitige Stornierung oder Nichtbenutzung (no-show) durch den Gast ist unzulässig. Daher muss der Gast den vereinbarten Preis zahlen, wenn er aus Gründen seines persönlichen Risikobereichs verhindert ist.

### Flugreisen
Stornierungen sind auch im Luftverkehr von besonderer Bedeutung. Auf den (Luft-)Personenbeförderungsvertrag sind die Vorschriften des Werkvertrags anwendbar. Der Fluggast kann daher nach § 648 BGB einen Beförderungsvertrag jederzeit kündigen. Die Kündigung hat nach der gesetzlichen Regelung zur Folge, dass das Luftverkehrsunternehmen zwar berechtigt ist, die für die Beförderung vereinbarte Vergütung zu verlangen, sich aber dasjenige anrechnen lassen muss, was es infolge der Aufhebung des Vertrags an Aufwendungen erspart oder durch anderweitige Verwendung seiner Arbeitskraft erwirbt. Vermutet wird hierbei gemäß § 648 S. 2 BGB, dass dem Unternehmer bei einer Kündigung vor Vollendung des Werkes (d. h. im Luftverkehr des Fluges) nur 5 % der vereinbarten Vergütung zustehen. Im Ergebnis führt diese gesetzliche Bestimmung im Zweifelsfall bei Personenbeförderungsverträgen dazu, dass ein Reisender 95 % des meistens im Voraus entrichteten Buchungspreises gemäß §§ 648 S. 2, 812 Abs. 1 S. 1, 2 BGB zurückverlangen kann.
Jedoch hat der BGH mit Urteil vom 20. März 2018 entschieden, dass eine Fluggesellschaft per AGB-Klausel die in § 648 BGB (entspricht § 649 BGB a.F.) normierte Regelung der Vergütung bei Kündigungen durch den Reisenden teilweise wirksam abbedingen kann. So ist es möglich, durch entsprechende Vertragsgestaltung Kürzungen der Höhe der Vergütung bzw. die Pflicht zur Rückerstattung des Buchungspreises weitgehend zu beschränken. Als unzulässig sieht die Rechtsprechung hingegen AGB an, die einem Luftfahrtunternehmen bei Stornierung des Fluges durch den Reisenden die gesamte Vergütung ungemindert zusprechen. Dementsprechend bejahen deutsche Gerichte auch bei gegenläufigen AGB der jeweiligen Fluggesellschaft den Anspruch eines selbst stornierenden Reisenden auf anteilige Rückerstattung des im Voraus entrichteten Buchungspreises in Höhe ersparter Steuern und Gebühren. Da Luftfahrtunternehmen den entsprechenden Rückzahlungsforderungen zum Teil nicht freiwillig nachkommen, bietet inzwischen eine Reihe von Legal Tech Unternehmen Reisenden an, Ansprüche über Online-Portale zu prüfen, per Factoring abzukaufen und durchzusetzen.

### Pauschalreisen
Im deutschen Reiserecht heißt die Stornierung „Rücktritt vor Reisebeginn“ und ist in § 651h BGB geregelt. Danach kann der Reisende jederzeit vom Reisevertrag zurücktreten: Dadurch verliert der Reiseveranstalter seinen Anspruch auf den vereinbarten Reisepreis zwar, darf anstatt dessen jedoch eine angemessene Entschädigung verlangen. Diese Vorschrift erlaubt die Festlegung angemessener Entschädigungspauschalen in vorformulierten Allgemeinen Reisebedingungen etwa hinsichtlich des Zeitraums zwischen der Rücktrittserklärung und dem Reisebeginn.
Ausnahmsweise steht dem Reiseveranstalter bei einem Rücktritt des Reisenden gemäß § 651h Abs. 2 BGB jedoch keine Entschädigung zu, wenn außergewöhnliche Umstände auftreten, die die Durchführung des Pauschalreisevertrags erheblich beeinträchtigen. Eine solche Situation ereignete sich vermehrt beispielsweise infolge der Corona-Pandemie, aufgrund derer das Auswärtige Amt für etliche Urlaubsziele Reisewarnungen aussprach und etliche Reisebeschränkungen im In- und Ausland verhängt wurden.

### Sonstige
Im Versicherungswesen hat die Stornierung große Bedeutung. Der Storno ist die Kündigung oder der Abbruch eines Versicherungsvertrags vor dem Ende der vertragsgemäßen Laufzeit. Dabei fällt eine vertragsgemäße Kündigung im eigentlichen Sinne nicht unter den Stornobegriff. Wird die Mindestlaufzeit eines Versicherungsvertrags beispielsweise durch Storno nicht erreicht, ist der nicht verdiente Teil der Abschlussprovision dem Versicherungsnehmer zurückzuerstatten. Das Stornorisiko besteht aus der Gefahr, dass der Versicherungsnehmer einen Versicherungsvertrag vor Ablauf der Versicherungsdauer kündigt. Dieser Gefahr darf in der Bilanz durch Stornorückstellungen begegnet werden; sie sind gemäß § 31 Abs. 1 Nr. 1 RechVersV sonstige versicherungstechnische Rückstellungen und decken das Stornorisiko einer Kündigung oder eines Rückkaufs durch den Versicherungsnehmer ab. Da im Versicherungswesen der Abschluss eines Versicherungsvertrages sofort bilanz- und erfolgswirksam wird, ist das Stornorisiko besonders hoch. Die Häufigkeit von Stornierungen wird deshalb durch die Stornoquote gemessen.
Im Bausparwesen handelt es sich um eine Stornierung des Bausparvertrages, wenn er vor der vollen Bezahlung der Abschlussgebühr aufgelöst wurde.

## Wirkung
Eine erfolgreiche Stornierung führt zur sofortigen Beendigung eines Vertrages. Sind bereits gegenseitige Leistungen der Vertragspartner erfolgt, so müssen diese zurückgewährt werden, als ob nie ein Vertrag bestanden hätte. Das die Stornierung annehmende Unternehmen darf in seinen Allgemeinen Geschäftsbedingungen der Inhaltskontrolle unterliegende Regelungen im Hinblick auf etwaige Stornierungen vorsehen, die den möglichen Stornierungszeitraum und Stornogebühren betreffen.